# Twierieckij
Twierieckij (ros. Тверецкий) – osiedle w Rosji, w obwodzie twerskim, w rejonie torżockim. W 2010 liczyło 590 mieszkańców.